# Liste der Biografien/Org
Liste der Biografien |
Portal Biografien |
Personensuche
# |
A |
B |
C |
D |
E |
F |
G |
H |
I |
J |
K |
L |
M |
N |
O |
P |
Q |
R |
S |
T |
U |
V |
W |
X |
Y |
Z |
?
 
Oa |
Ob |
Oc |
Od |
Oe |
Of |
Og |
Oh |
Oi |
Oj |
Ok |
Ol |
Om |
On |
Oo |
Op |
Oq |
Or |
Os |
Ot |
Ou |
Ov |
Ow |
Ox |
Oy |
Oz
 
Ora |
Orb |
Orc |
Ord |
Ore |
Orf |
Org |
Orh |
Ori |
Orj |
Ork |
Orl |
Orm |
Orn |
Oro |
Orp |
Orr |
Ors |
Ort |
Oru |
Orv |
Orw |
Orx |
Ory |
Orz
Die Liste der Biografien führt alle Personen auf, die in der deutschsprachigen Wikipedia einen Artikel haben. Dieses ist eine Teilliste mit 46 Einträgen von Personen, deren Namen mit den Buchstaben „Org“ beginnt.

## Org
- Org, Luci van (* 1971), deutsche Musikerin, Moderatorin, Schauspielerin und AutorinLuci van Org (* 1971)

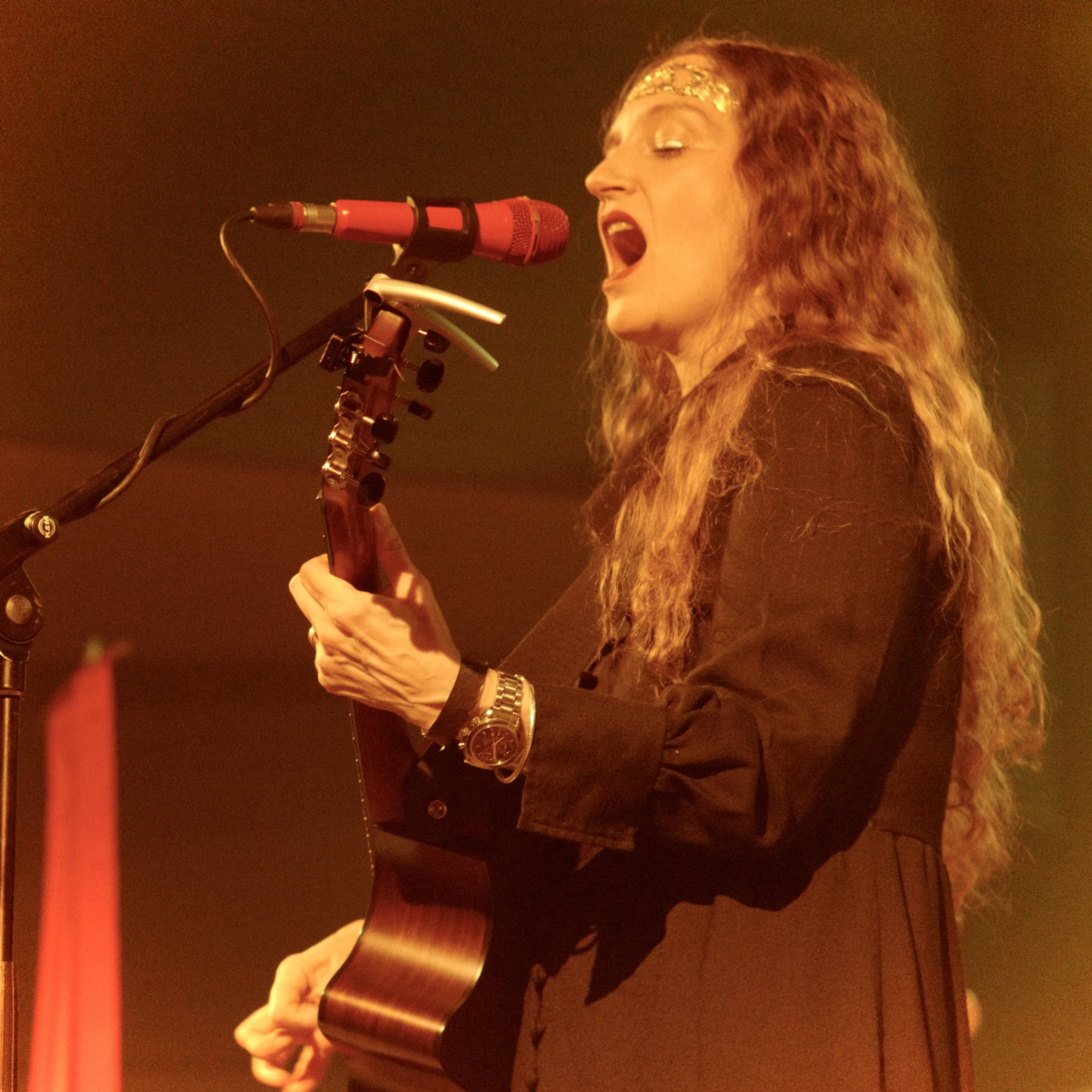
Luci van Org (* 1971)

### Orga
- Orgad, Ben-Zion (1926–2006), israelischer Komponist
- Orgad, Dorit (* 1936), israelische Schriftstellerin
- Orgah, Fidelis Uga (1953–2000), nigerianischer römisch-katholischer Geistlicher und Bischof von Otukpo
- Orgambide, Pedro (1929–2003), argentinischer Schriftsteller
- Organ, Joseph (1891–1966), US-amerikanischer Marathonläufer
- Orgas, Hannibal († 1629), italienischer Kapellmeister und Komponist
- Orgaß, Gerhard (1927–2012), deutscher Politiker (CDU), MdHB, MdB
- Orgaz Yoldi, Luis (1881–1946), Alto Comisario de España en Marruecos

### Orge
- Orgeix, Christian d’ (1927–2019), französischer Maler
- Orgel, Doris (1929–2021), US-amerikanische Schriftstellerin und Übersetzerin
- Orgel, Leslie (1927–2007), britischer Chemiker
- Orgel, Stephan (* 1976), deutscher Schriftsteller
- Orgel, Tom (* 1973), deutscher Schriftsteller
- Orgel-Köhne, Liselotte (1918–2002), deutsche Fotografin
- Orgelbrand, Samuel (1810–1868), polnischer Verleger
- Orgeldinger, Eugen (1897–1955), deutscher Berufsschullehrer und Landespolitiker der DVP
- Orgelmann, Wilhelm (1849–1898), deutscher Architekt
- Orgemont, Amaury d’ († 1400), Berater des französischen Königs Karl VI.
- Orgemont, Nicolas d’ († 1416), französischer Adliger, Parteigänger der Bourguignons
- Orgen, Jacob (1894–1927), US-amerikanischer Mobster in New York CityJacob Orgen (1894–1927)

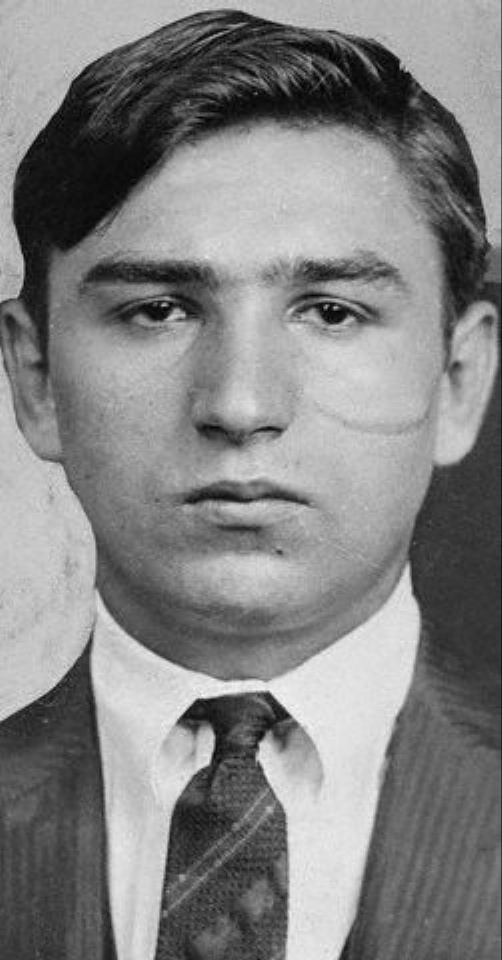
Jacob Orgen (1894–1927)

- Orgeni, Aglaja (1841–1926), österreichisch-ungarische Opernsängerin, Koloratursopran und Gesangspädagogin
- Orgera, Franco (* 1908), italienischer Offizier und Moderner Fünfkämpfer
- Orges, Hermann von (1821–1874), deutscher Publizist
- Orgetorix († 60 v. Chr.), gallischer Fürst der Helvetier

### Orgi
- Orgies-Rutenberg, Carl Ferdinand von (1741–1801), kurländischer Kanzler und Oberrat
- Orgies-Rutenberg, Johann Ferdinand von (1767–1830), kurländischer Kanzler und Oberrat
- Orgies-Rutenberg, Otto von (1802–1864), kurländischer Landesbeamter und Schriftsteller
- Orgill, Dever (* 1990), jamaikanischer Fußballspieler

### Orgl
- Orgler, Alfred (* 1876), deutscher Jurist, Richter und Senatspräsident am Kammergericht
- Orgler, Andreas (1962–2007), österreichischer Alpinist
- Orgler, Arnold (1874–1957), deutsch-britischer Pädiater
- Orgler, Franz (1914–2015), deutscher Leichtathlet
- Orgler, Laurenz (* 2004), österreichischer Fußballspieler
- Orgler, Sepp (1911–1943), österreichischer Maler und Bildhauer
- Orglmeister, Gustav (1861–1953), österreichischer Architekt und Baumeister

### Orgo
- Orgodol, Damdinsürengiin (* 1956), mongolischer Radrennfahrer
- Orgolitsch, Felix (* 2001), österreichischer Fußballspieler
- Orgonášová, Ľuba (* 1961), slowakische Opernsängerin (Sopran)
- Orgóñez, Rodrigo (1490–1538), spanischer Conquistador
- Orgonista, Olga (1901–1978), ungarische Eiskunstläuferin

### Orgu
- Örgü, Fadime (* 1968), niederländische Politikerin (VVD)
- Orgué, Laura (* 1986), spanische Skilangläuferin

### Orgy
- Orgyen Lingpa (* 1329), Tertön
- Orgyen Thrinle Dorje (* 1985), tibetischer Geistlicher, Oberhaupt und Linienhalter der Karma-Kagyü-Linie des tibetischen BuddhismusOrgyen Thrinle Dorje (* 1985)

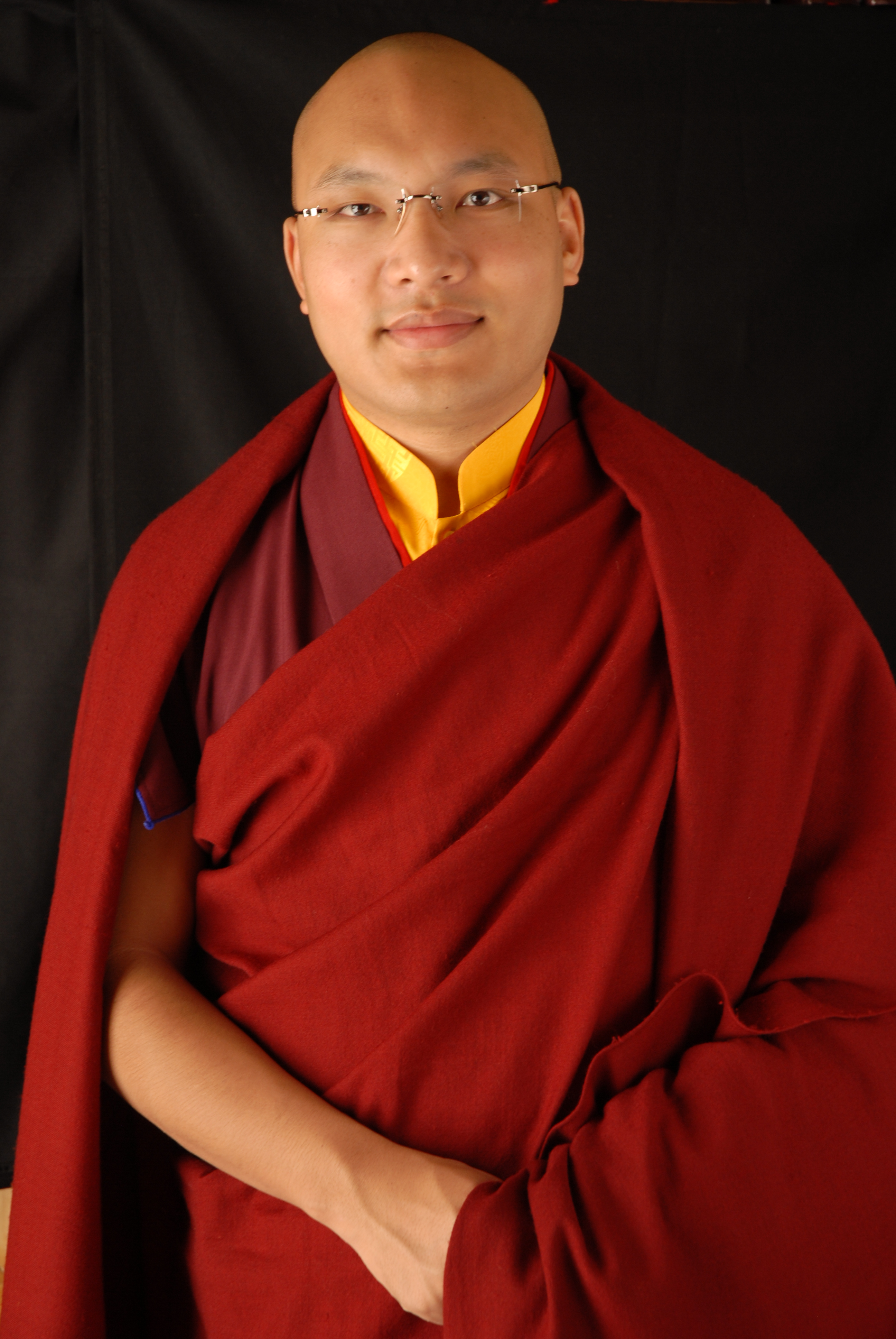
Orgyen Thrinle Dorje (* 1985)

- Orgyenpa Rinchen Pel (1230–1309), tibetischer Gelehrter und Yogi der Oberen Drugpa-Tradition